# Fritz Külz
Fritz Külz (* 4. März 1887 in Marburg; † 3. November 1949 in Frankfurt am Main) war ein deutscher Pharmakologe. Er fungierte von 1926 bis 1935 als Professor und Institutsdirektor an der Universität Kiel und anschließend bis zu seinem Tod in gleicher Funktion an der Universität Frankfurt. Nach ihm benannt ist der von der Deutschen Gesellschaft für Experimentelle und Klinische Pharmakologie und Toxikologie verliehene Fritz-Külz-Preis.

## Leben
Fritz Külz wurde als 1887 Sohn des Physiologen Eduard Külz (1845–1895) in Marburg geboren, wo er auch das Gymnasium absolvierte und Medizin an der Philipps-Universität studierte. Er wechselte nach dem Abschluss seines Studiums zu Max Rubner an die Universität Berlin, an der er 1914 mit einer Arbeit zur Ernährungsphysiologie promovierte. Acht Jahre später erlangte er bei Rudolf Boehm die Habilitation an der Universität Leipzig, an der er anschließend bis 1926 als Privatdozent tätig war. 
Danach fungierte er ab April 1926 als ordentlicher Professor für Pharmakologie und Direktor des Pharmakologischen Instituts an der Universität Kiel. Ab 1935 wirkte er in gleicher Position an der Universität Frankfurt. Dort übernahm er die Professur, die bis 1933 Werner Lipschitz innegehabt hatte, der nach dem Beginn der nationalsozialistischen Herrschaft in Deutschland aufgrund seiner jüdischen Abstammung in die Türkei emigriert war. In den Jahren 1934/1935 hatte zwischenzeitlich Walther Laubender die Lehrstuhlvertretung innegehabt.
Fritz Külz starb 1949 in Frankfurt am Main. Ihm folgte zunächst kommissarisch Otto Riesser, der jedoch rund vier Wochen nach dem Tod von Külz ebenfalls verstarb. Anschließend übernahm erneut Walther Laubender vertretungsweise die Leitung des Instituts, bis im April 1953 Peter Holtz berufen wurde.

## Wirken und Erinnerung
Schwerpunkt der Forschung von Fritz Külz war die Untersuchung der Beziehungen zwischen der chemischen Struktur von Arzneistoffen, insbesondere von substituierten quartären Ammoniumbasen und von Sympathomimetika, und ihrer pharmakologischen Wirkung. So entwickelte er aus dem Papaverin das heute obsolete Spasmolytikum Alverin (Sestron) und in der Reihe der Derivate des Noradrenalins mit großen Substituenten am Stickstoff das zur „Behandlung peripherer Durchblutungsstörungen und hypertonischer Beschwerden“ eingesetzte Sympathomimetikum Buphenin (Dilatol), das („neuartig wirksam“) tonussenkend auf die Gefäßwand bei gleichzeitig erhöhter Förderleistung des Herzens wirken sollte. Die Deutsche Gesellschaft für Experimentelle und Klinische Pharmakologie und Toxikologie verleiht zur Erinnerung an ihn alle zwei Jahre für eine experimentell-pharmakologische Publikation oder Dissertation den Fritz-Külz-Preis.